# Torre di Pisa

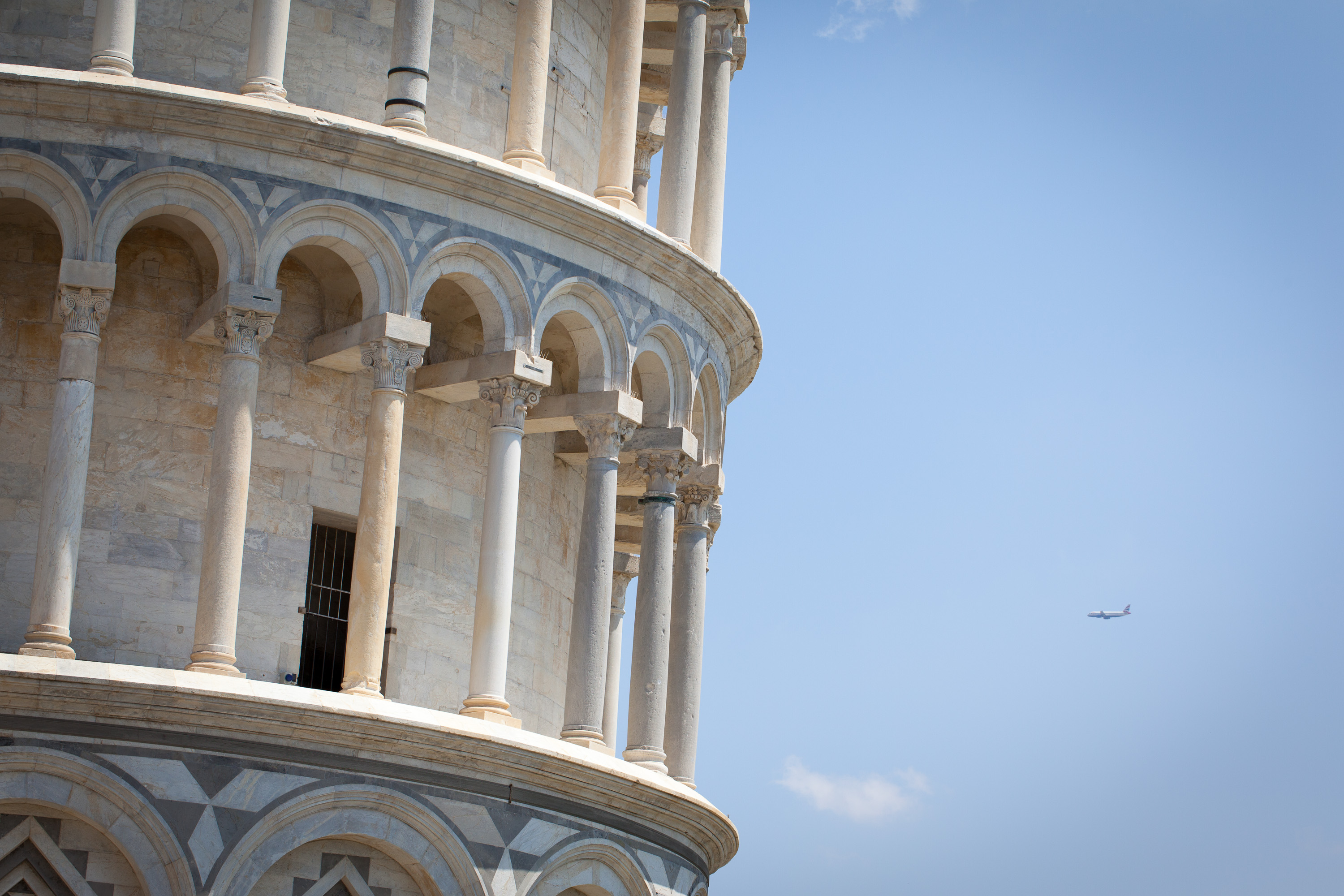
Dettaglio dei loggiati esterni

La torre di Pisa (popolarmente conosciuta come torre pendente e, a Pisa, il Campanile o la Torre) è il campanile della cattedrale di Santa Maria Assunta, nella celeberrima piazza del Duomo (Patrimonio dell'Umanità dell'UNESCO dal 1987) di cui è il monumento più famoso per via della caratteristica pendenza, simbolo di Pisa e fra i simboli iconici d'Italia. Si tratta di un campanile a sé stante alto 57 metri (58,36 metri considerando il piano di fondazione) costruito nell'arco di due secoli, tra il dodicesimo e il quattordicesimo secolo. Con una massa di 14 453 tonnellate, vi predomina la linea curva, con giri di arcate cieche e sei piani di loggette. La pendenza è dovuta a un cedimento del terreno sottostante verificatosi già nelle prime fasi della costruzione.
L'inclinazione dell'edificio misura 3,97° rispetto all'asse verticale. La torre è gestita dall'Opera della Primaziale Pisana, ente che gestisce tutti i monumenti della Piazza del Duomo di Pisa. È stata proposta come una delle sette meraviglie del mondo moderno.

## Storia

### La costruzione

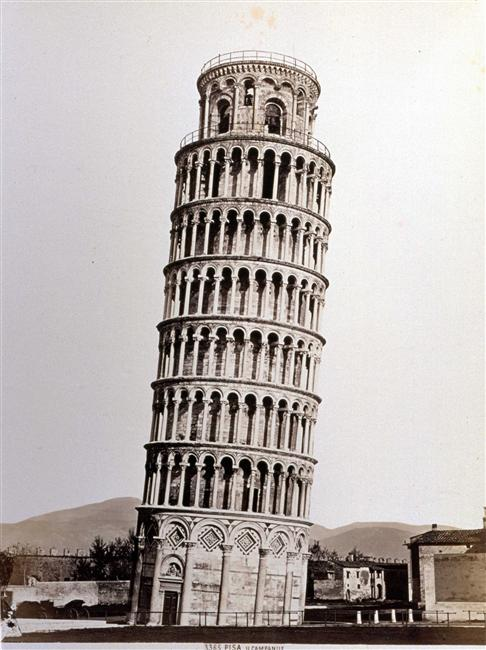
La torre di Pisa nel XIX secolo

I lavori iniziarono il 9 agosto 1173, quando furono gettate le fondamenta, poi lasciate a riposo per un intero anno. Alcuni studi attribuiscono la paternità del progetto all'architetto pisano Diotisalvi, che nello stesso periodo stava costruendo il battistero.
Le analogie tra i due edifici sono infatti molte, a partire dal tipo di fondazioni. Altri suggeriscono invece Gherardi, mentre secondo il Vasari i lavori furono iniziati da Bonanno Pisano. La tesi del Vasari fu ritenuta valida soprattutto dopo il ritrovamento nelle vicinanze del campanile di una pietra tombale col nome del Bonanno, murata nell'atrio dell'edificio; inoltre nel 1838 fu rinvenuto sempre nei dintorni un frammento epigrafico di materiale rosa, probabilmente un calco su cui venne fusa una lastra metallica, che trova collocazione sullo stipite della porta di ingresso dell'edificio. Su tale frammento si legge, rovesciato: "cittadino pisano di nome Bonanno". Tale calco con tutta probabilità era relativo alla porta regia del Duomo, distrutta durante l'incendio del 1595.
La prima fase dei lavori fu interrotta a metà del terzo piano, a causa del cedimento del terreno su cui sorge la base del campanile. La cedevolezza del terreno, costituito da argilla molle normalconsolidata, è la causa della pendenza della torre e, sebbene in misura minore, di tutti gli edifici nella piazza.
I lavori ripresero nel 1275 sotto la guida di Giovanni di Simone e Giovanni Pisano, aggiungendo alla costruzione precedente altri tre piani. Nel tentativo di raddrizzare la torre, i tre piani aggiunti tesero a incurvarsi in senso opposto alla pendenza. Il campanile fu completato alla metà del secolo successivo, aggiungendo la cella campanaria.

### I restauri dell'Ottocento
Dalla sua costruzione lo strapiombo è sostanzialmente aumentato, ma nel corso dei secoli ci sono stati anche lunghi periodi di stabilità o addirittura di riduzione della pendenza. Nel corso dell'Ottocento il campanile fu interessato da importanti restauri, che portarono, ad esempio, all'isolamento del basamento della torre. I lavori, effettuati sotto la direzione di Alessandro Gherardesca, contribuirono a sfatare definitivamente la teoria, sostenuta da alcuni studiosi dell'epoca, secondo la quale il campanile sarebbe stato pensato pendente sin dalla sua origine.
Difatti, i saggi del terreno effettuati durante i restauri portarono alla luce la presenza di una notevole quantità di acqua sotterranea che rendeva cedevole il terreno. Per far fronte a questo problema, ne vennero aspirate grandi quantità dal sottosuolo con l'ausilio di pompe, ma ciò favorì il fenomeno della subsidenza e il conseguente aumento della pendenza della torre.

### Consolidamento definitivo

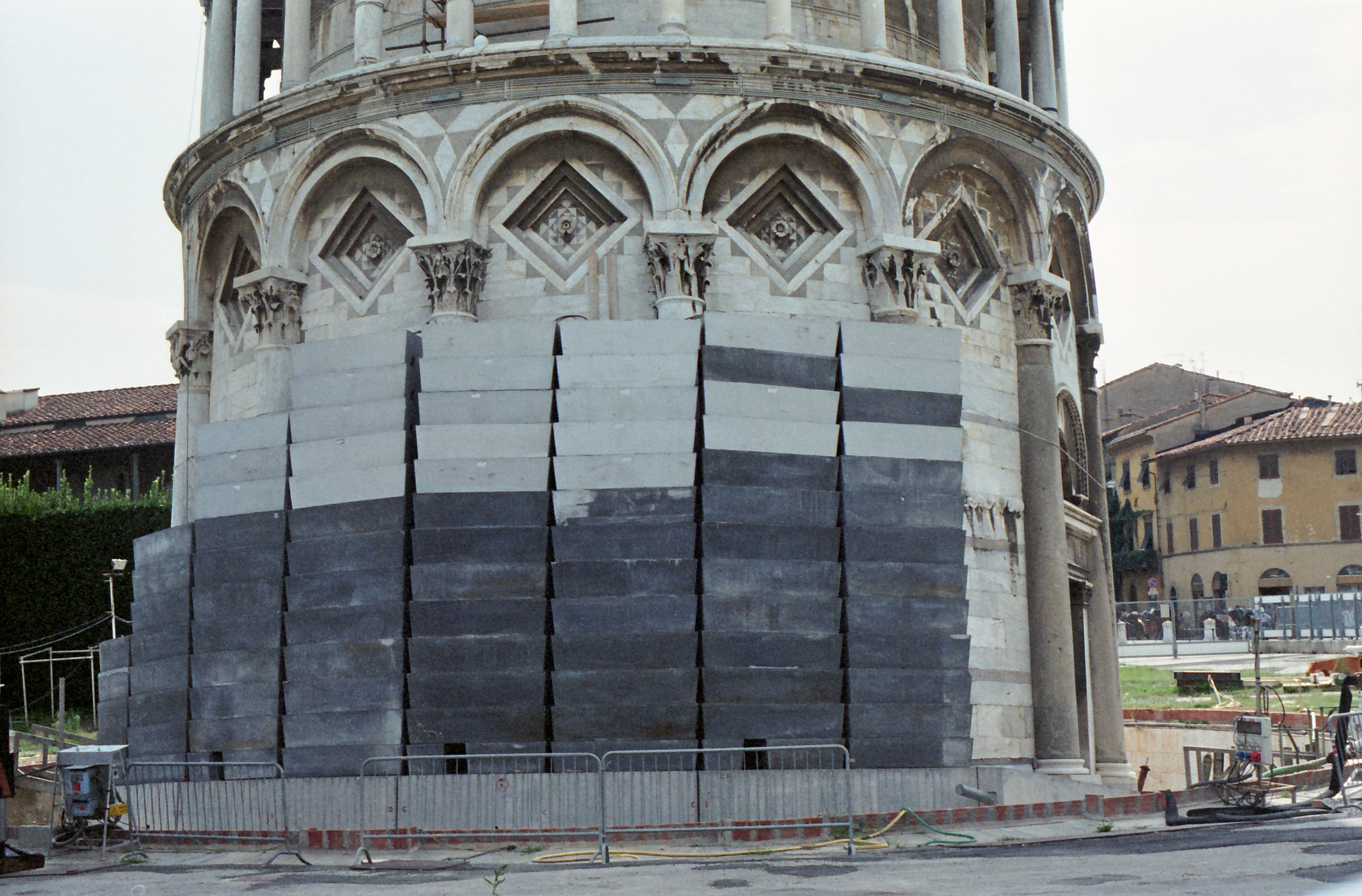
Contrappesi di piombo nel 1998

Nel 1934 Benito Mussolini, da sempre contrariato dalla postura della torre tanto da definirla una "vergogna nazionale", ordinò di praticare dei fori alla base per iniettare del cemento, ma il lavoro di raddrizzamento risultò essere un disastro poiché ciò comportò un pericoloso ondeggiamento da nord a sud per poi inclinarsi ancor di più di prima.
Negli ultimi decenni del XX secolo, anche grazie a monitoraggi topografici periodici iniziati a partire dal 1911, l'inclinazione aveva subito un deciso incremento, tanto che il pericolo del crollo si era fatto concreto. Nel 1990 fu quindi istituito il Comitato internazionale per la Salvaguardia della Torre di Pisa presieduto da Michele Jamiolkowski, docente del Politecnico di Torino. Nel 1993 lo spostamento dalla sommità dell'asse alla base era stato valutato in circa 4,47 metri, ovvero circa 5,5 gradi. I lavori di consolidamento, iniziati nel 1990 e terminati alla fine del 2001, inizialmente si sono concentrati sul rinforzo della struttura per prevenire i rischi di crollo, applicando nel giugno 1992 una cerchiatura metallica ad alcuni piani maggiormente sollecitati dall’eccessiva pendenza. In seguito, vista la progressione della pendenza, nel luglio 1993 furono applicati sul lato nord dei contrappesi di piombo (progressivamente fino a 1000 tonnellate), i quali riuscirono ad arrestare il movimento della torre verso sud. Quindi, dopo attente simulazioni in laboratorio e in loco, nel 1996 vennero installati 4 tiranti in acciaio collegati a 2 cavalletti alti 12 m, dotati di zavorra e attuatori servoassistiti, capaci di trasmettere al corpo della torre fino ad un massimo 1600 kN, il cui scopo era quello di contrastare ulteriori eventuali cedimenti durante le successive fasi del percorso di salvaguardia. Successivamente si procedette con l'intervento risolutivo, la sotto-escavazione sul lato nord, che riuscì nell'intento di diminuire la pendenza della torre riportandola ai valori che, presumibilmente, doveva avere 200 anni prima. Inoltre, si è proceduto a consolidarne la base allargandola in modo significativo per consentire un aumento del piano di appoggio in modo da mantenere in sicurezza la torre per almeno altri tre secoli. Il 15 dicembre del 2001 la torre fu riaperta ai visitatori.

### Restauri lapidei
A partire dal 2004, è iniziato il restauro di tutte le superfici lapidee esterne e il restauro e l'allestimento degli ambienti interni. Alcuni di questi interventi sono stati realizzati grazie ai fondi del gioco del Lotto, in base a quanto regolato dalla legge n. 662/1996.
Dal marzo 2008 la torre ha raggiunto il livello definitivo di consolidamento sotto il profilo dell'inclinazione, attestatosi di nuovo su 3,97°, un valore che dovrebbe rimanere inalterato per almeno altri 300 anni. Il successo dell'operazione è legato al nome di Michele Jamiolkowski, docente del Politecnico di Torino e presidente del Comitato internazionale per la Salvaguardia della Torre di Pisa dal 1990 al 2003, a quello di Carlo Viggiani, docente del Dipartimento di ingegneria geotecnica dell'Università degli Studi di Napoli Federico II e presidente del Comitato internazionale per la conservazione dei monumenti e dei siti storici e a quello dell'ingegnere John Boscawen Burland, professore del Dipartimento di ingegneria civile dell'Imperial College di Londra.
Dopo vent'anni, il 22 aprile 2011 sono terminati i lavori di restauro delle superfici lapidee, sia sugli esterni sia negli interni.

## Struttura

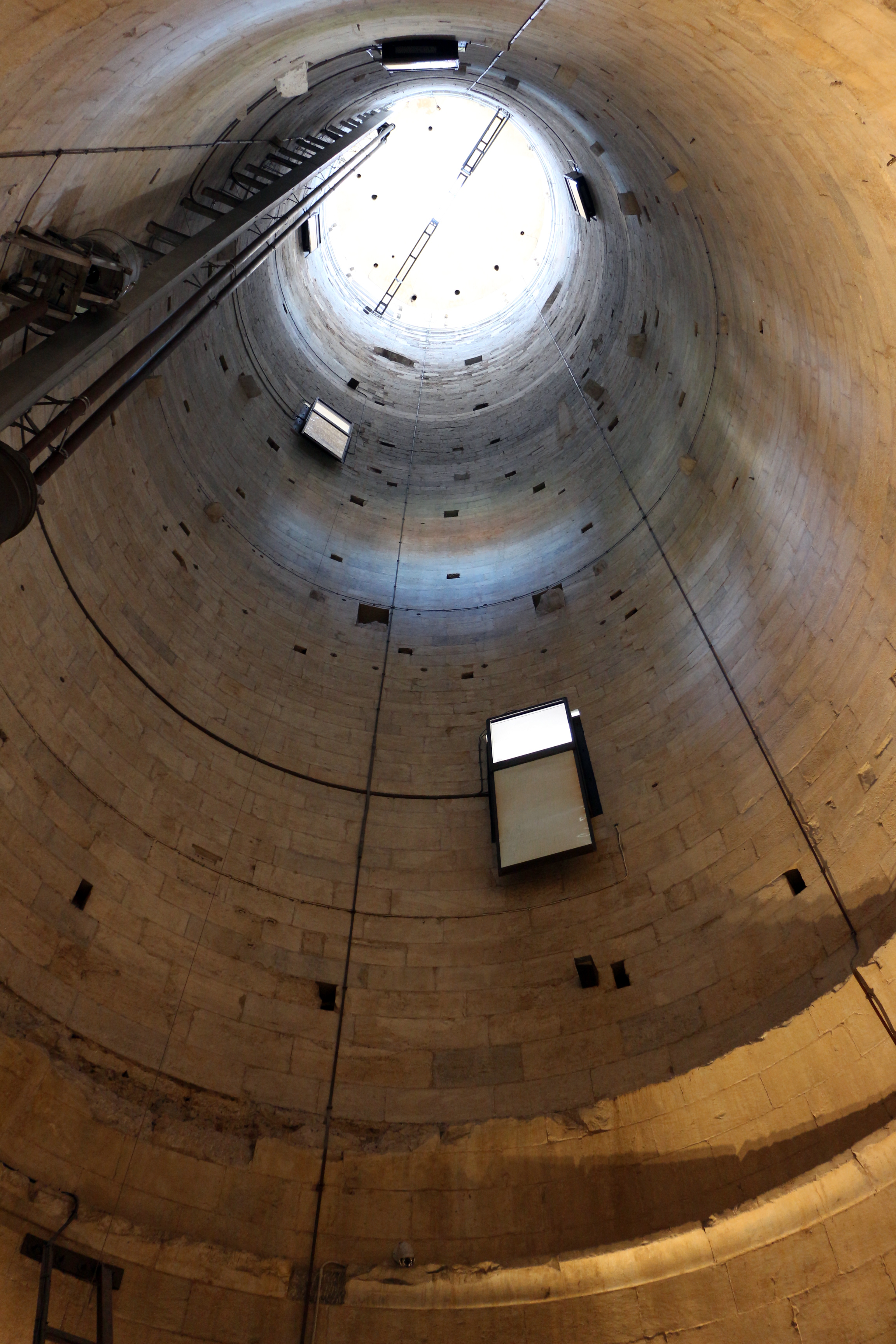
Struttura interna della torre

La struttura del campanile incorpora due stanze: una alla base della torre, nota come sala del Pesce, per via di un bassorilievo raffigurante un pesce; tale sala non ha soffitto, essendo di fatto il cavo della torre. L'altra invece è la cella campanaria, al settimo anello. Delimitata dalle mura del camminamento superiore, è anch'essa a cielo aperto e al centro, tramite un'apertura, è possibile vedere il pian terreno della torre.
Sono inoltre presenti tre rampe di scale: una ininterrotta dalla base fino al sesto anello, dove si esce all'esterno; una, a chiocciola più piccola che porta dal sesto anello al settimo; infine una ancor più piccola, sempre a chiocciola, che porta dal settimo anello alla sommità.

## Le campane
In totale, i sacri bronzi sulla torre sono ben sette:
- Assunta - è la campana più grande del concerto ed emette la nota Si2 , il suo peso ammonta a 2600 kg. circa; venne fusa nel 1654 da Giovanni Pietro Orlandi;
- Crocifisso - di nota Do#3 e peso di 1850 kg. circa, fusa originariamente nel 1572 da Vincenzo Possenti, fu poi rifusa nel 1818 dal pratese Santi Gualandi;
- San Ranieri - di nota Re#3 e peso 1150 kg. circa, fusa nel 1735 da Pier Francesco Berti di Lucca;
- Dal Pozzo - di nota Sol3, fusa nel 1606 e danneggiata dai bombardamenti dell'ultimo conflitto mondiale, fu poi musealizzata e sostituita nel 2004 da una copia della fonderia Marinelli di Agnone del peso di 490 kg. circa;
- Pasquereccia - di nota La#3 e con un peso di circa 1014 kg., venne fusa nel 1262 da Lotteringio di Bartolomeo pisano (Locterineus de Pisis);
- Di Terza - di nota Si#3 e peso di circa 330 kg., realizzata da fonditori loreni o alsaziani nel 1473;
- Vespruccio - la minore, di nota Mi4 e peso 120 kg. circa, realizzata nel XIV secolo e rifusa da anonimo nel 1501.

Le campane suonano prima delle messe in duomo e a mezzogiorno tramite un sistema di elettrobattagli. Tuttavia, per la festa patronale di San Ranieri, sono i campanari a suonare manualmente le campane, simulando alcune tipiche e suggestive suonate.
Anticamente ogni campana era adibita a un momento della giornata liturgica. Ad esempio la Pasquereccia suonava per Pasqua, la Di Terza nell'ora terza del giorno (le nove di mattina), la campana del Vespruccio all'ora dei vespri (le sei del pomeriggio).
Si ha notizia di una campana sottratta alla chiesa di San Michele a Guamo, presso Lucca, poi rifusa per formare «nuovo concerto».
La campana di San Ranieri, si chiamava originariamente "Giustizia" e si trovava nell'omonimo palazzo. Soleva suonare per le morti dei traditori e, si suppone, suonò anche per la morte del conte Ugolino. Fu portata sul campanile nel XV secolo a sostituire l'originale Pasquareccia e rifusa in seguito nel 1606.

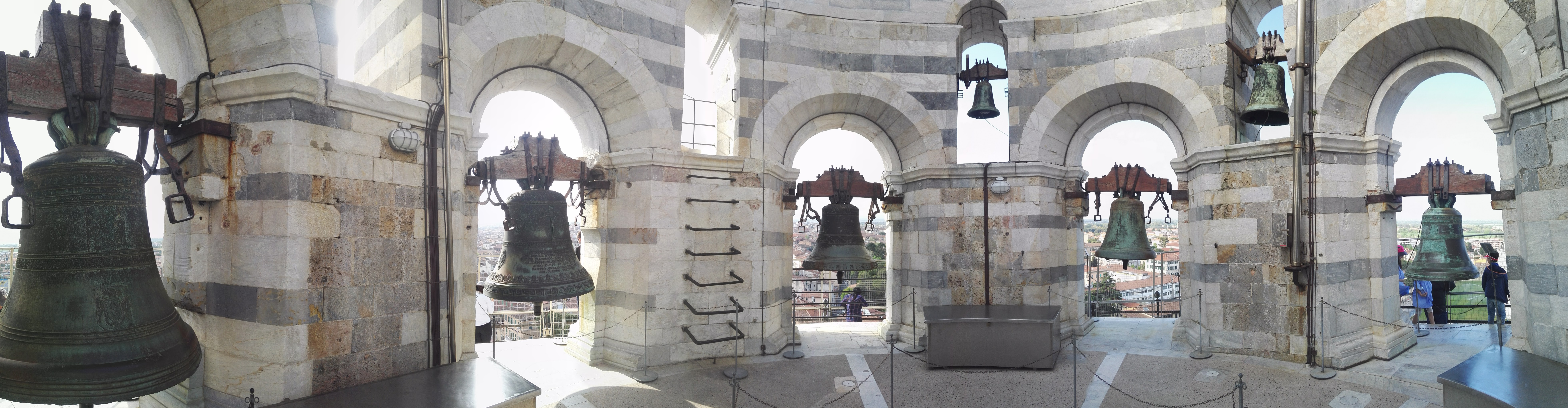
Da sinistra a destra, campana "Assunta", "Crocifisso", "San Ranieri", "Vespruccio", "Pasquereccia", "Terza" e "Dal Pozzo"
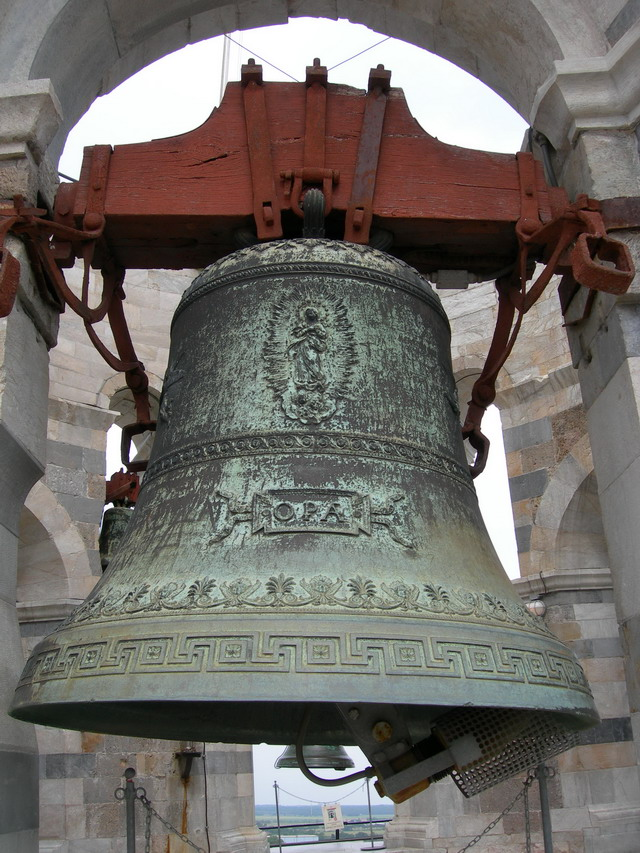
Campana "Crocifisso"
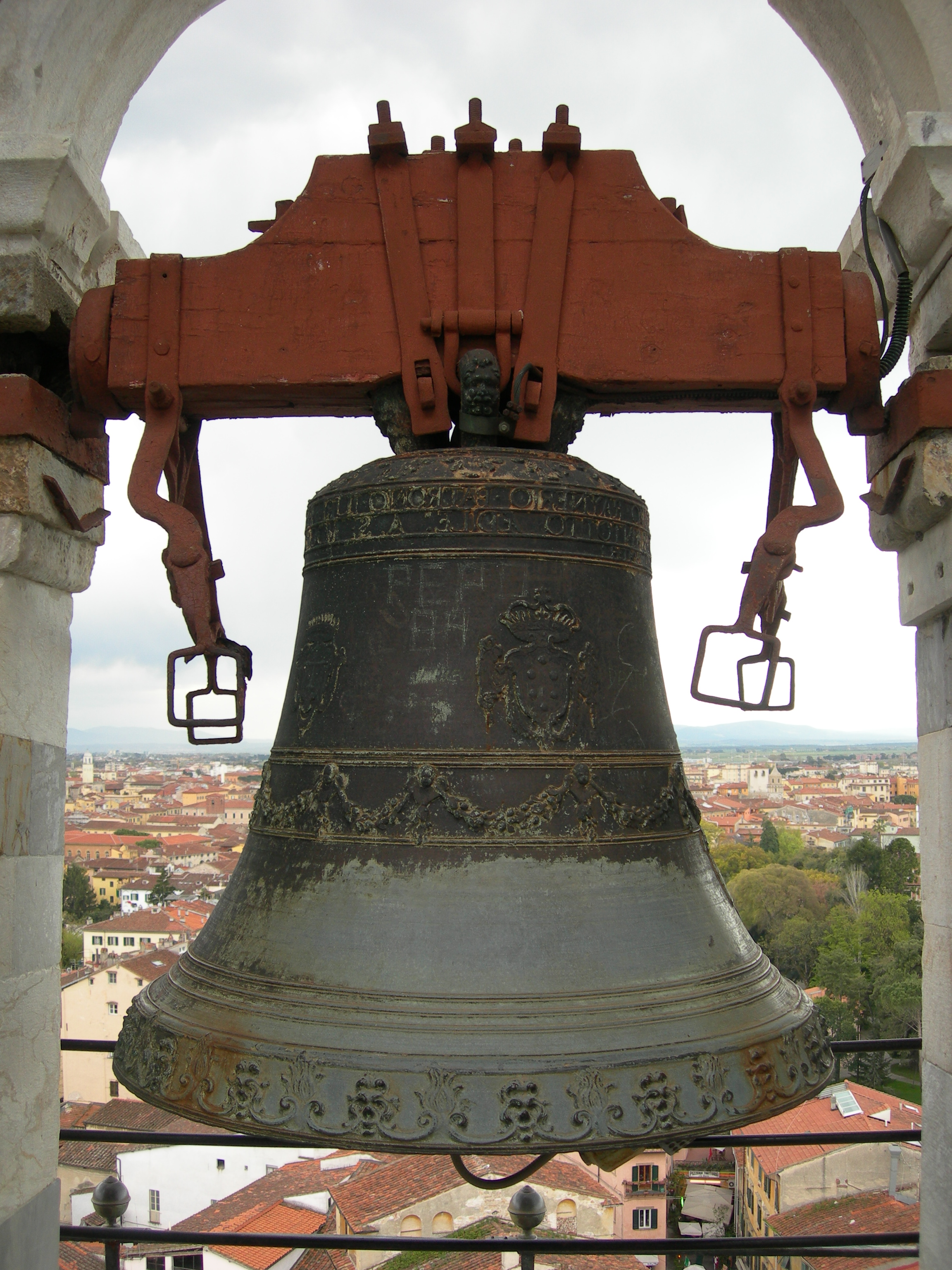
Campana "San Ranieri"
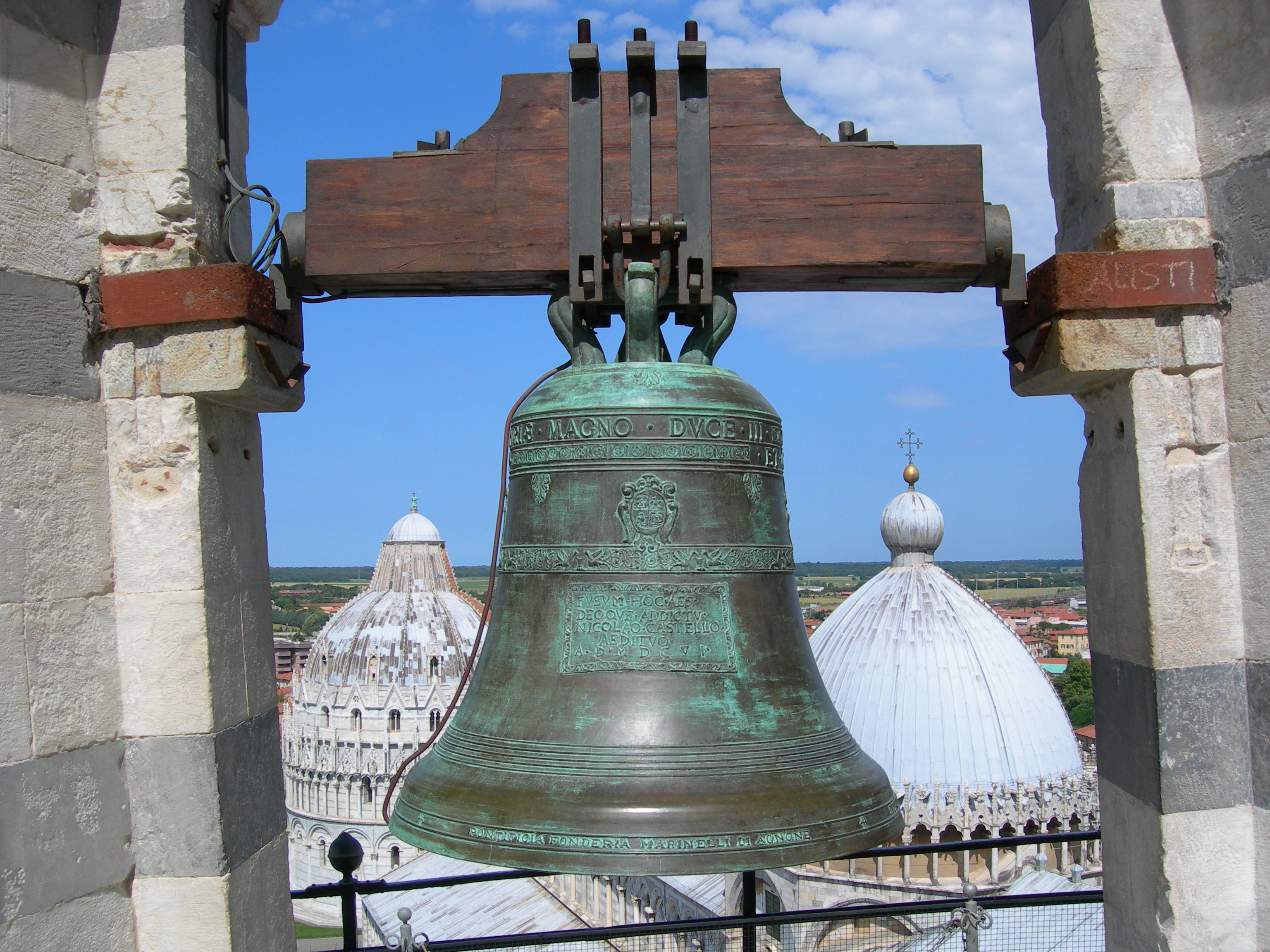
Campana "Dal Pozzo"

## Misure

Misure della torre di Pisa

- Elevazione di piazza del Duomo: circa 2 metri s.l.m.
- Altezza: 58,36 metri (100 braccia pisane) sul piano di fondazione
- Altezza sul terreno: 55,86 metri sul lato più basso e 56,70 metri sul lato più alto
- Altezza di ogni loggiato: 5,82 metri (2 pertiche o 10 braccia pisane)
- Diametro esterno alla base: 15,484 metri
- Diametro interno alla base: 7,368 metri
- Diametro della fondazione: 19,58 metri
- Diametro del foro alla fondazione: 4,5 metri
- Circonferenza alla base: 48,6 metri (100 piedi pisani)
- Massa: 14 453 tonnellate
- Direzione della pendenza: 1173-1250 N, 1272-1997 S
- Campane totali: 7
- Campana più grande: "L'Assunta"; 2,5 tonnellate circa;
- Campana più antica: "Pasquareccia", fusa nel 1262
- Scalini fino alla cella campanaria: 296

## Altre torri pendenti a Pisa
Sebbene sia la più famosa, il campanile di Santa Maria Assunta non è l'unica torre pendente a Pisa: il suolo costituito per lo più da sabbia e argilla è causa dell'inclinazione di altre due torri campanarie, oltre a diversi edifici: il campanile della chiesa di San Nicola, all'estremità opposta di via Santa Maria, vicino al Lungarno, che manifesta un'inclinazione di 2,5 gradi, e il campanile della chiesa di San Michele degli Scalzi (in questo caso anche la chiesa è pendente), a metà strada del viale delle Piagge (lungofiume situato nella parte est della città), che risulta inclinato di 5 gradi.

## Galleria d'immagini

### Esterno

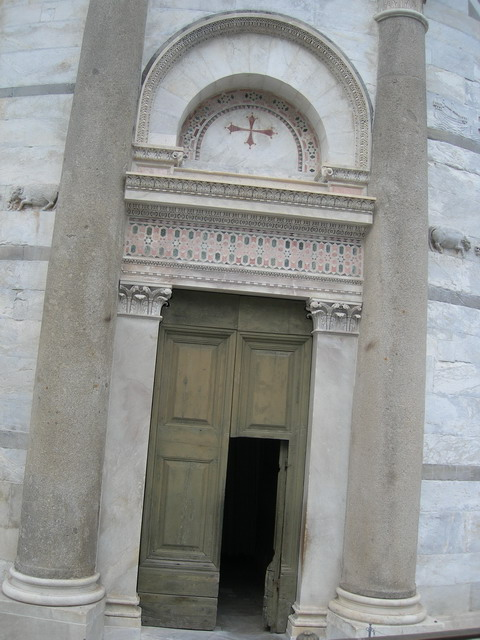
Ingresso alla torre
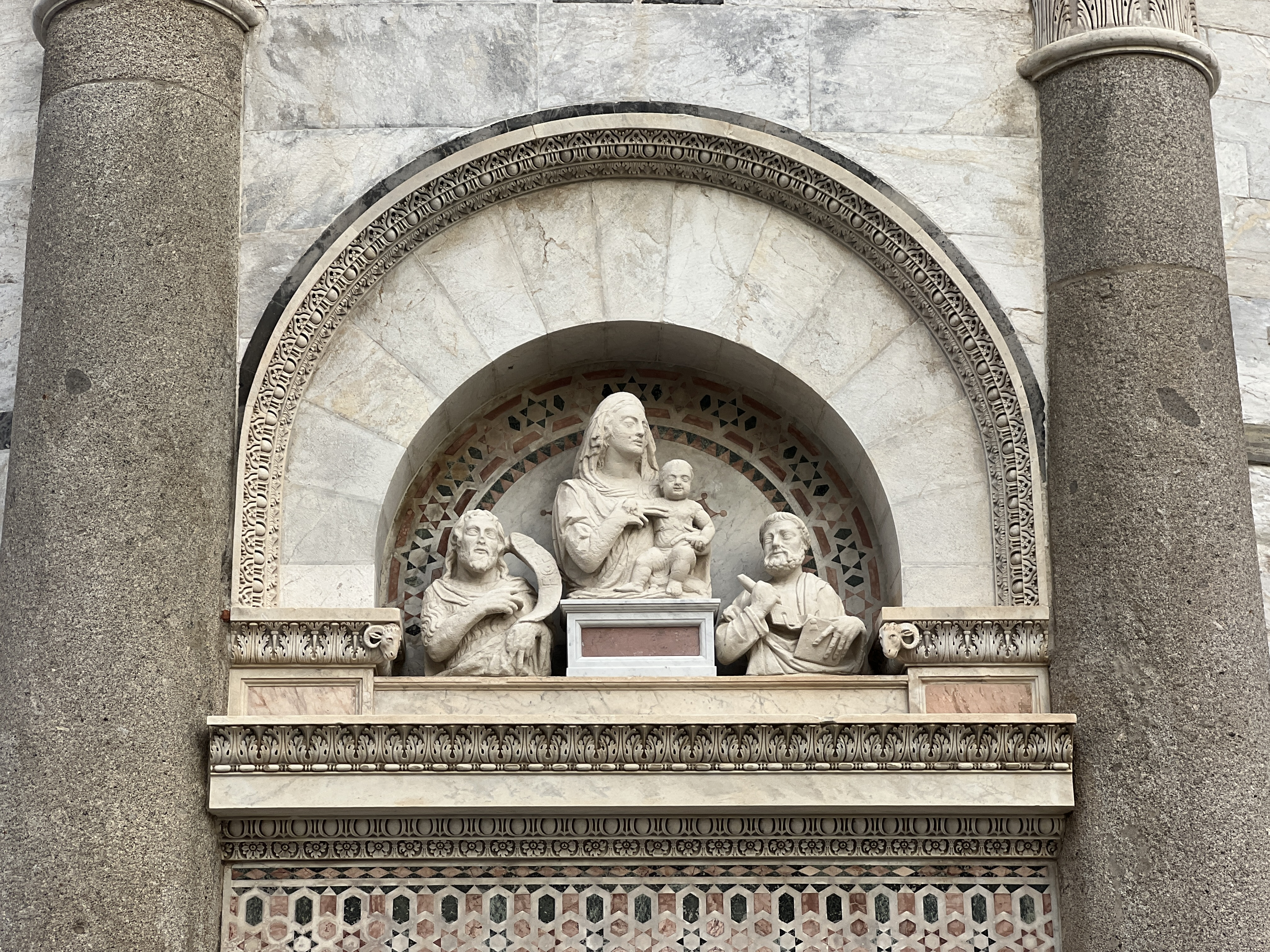
Scultura ricollocata sul portale dell'ingresso
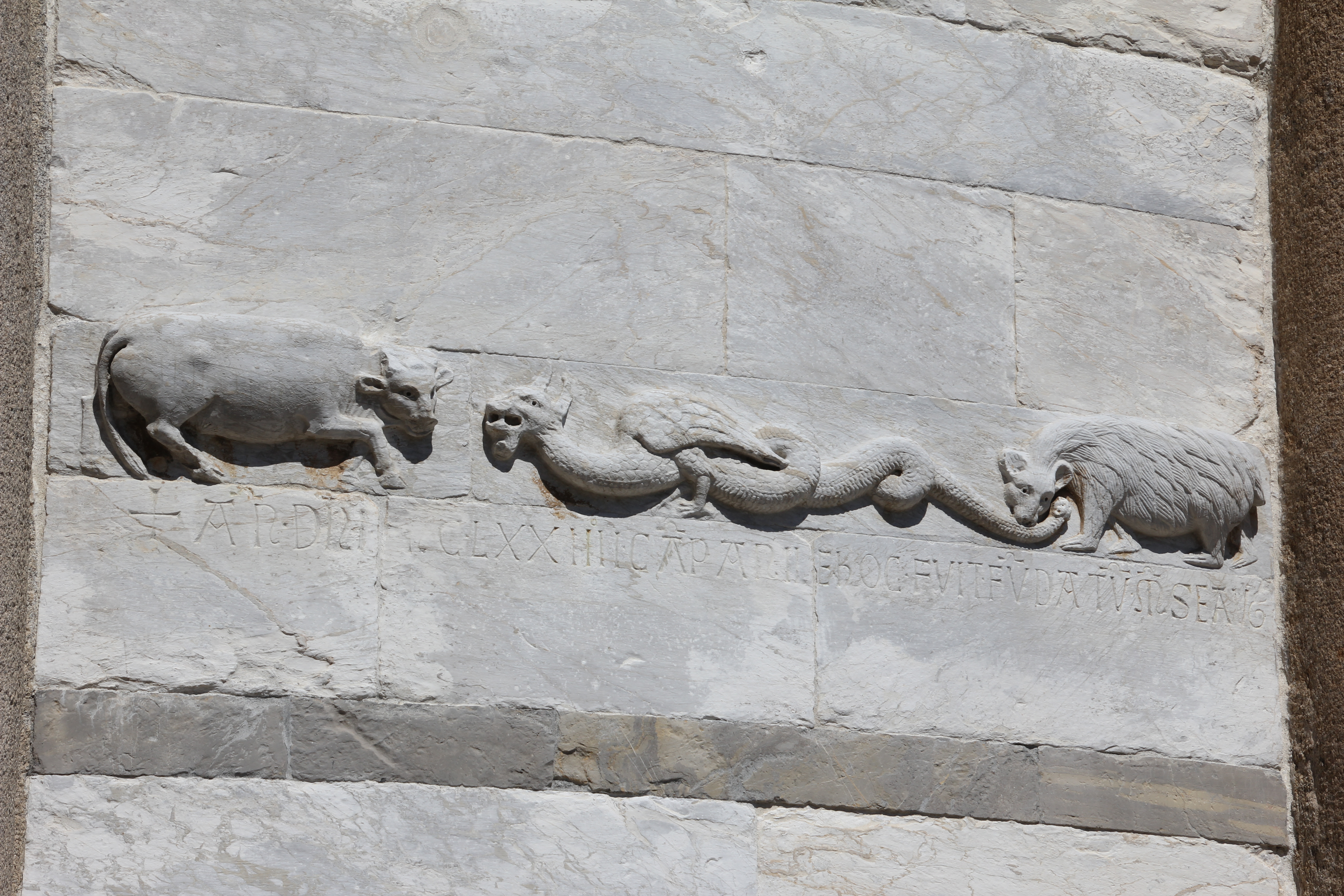
Bassorilievo a destra del portale, sono rappresentati un orso che guarda verso un lungo drago-serpente, il quale a sua volta fronteggia un ariete. Sotto al bassorilievo si legge un'iscrizione latina che riporta la data dell'inizio dei lavori di costruzione
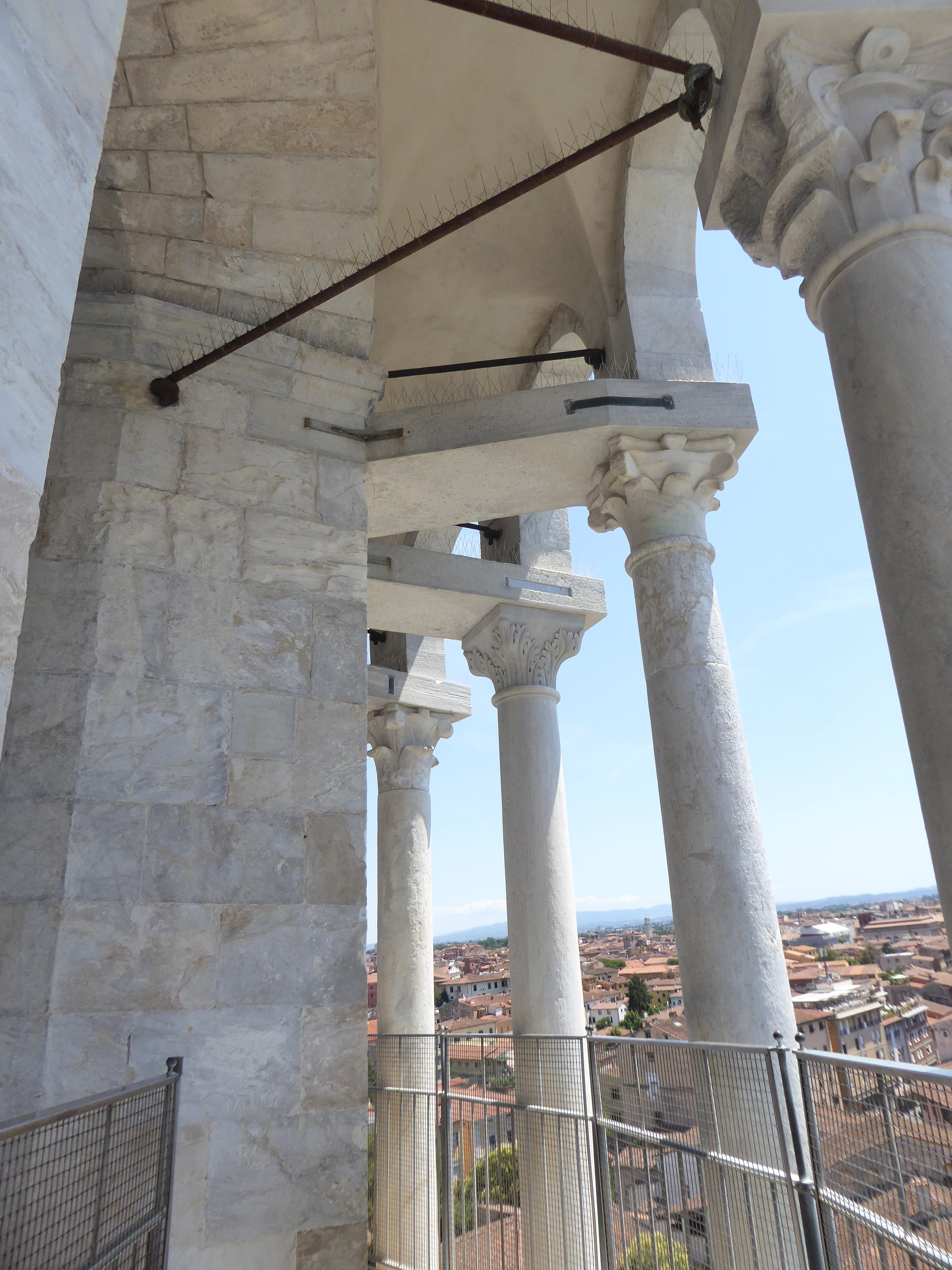
Loggiati esterni
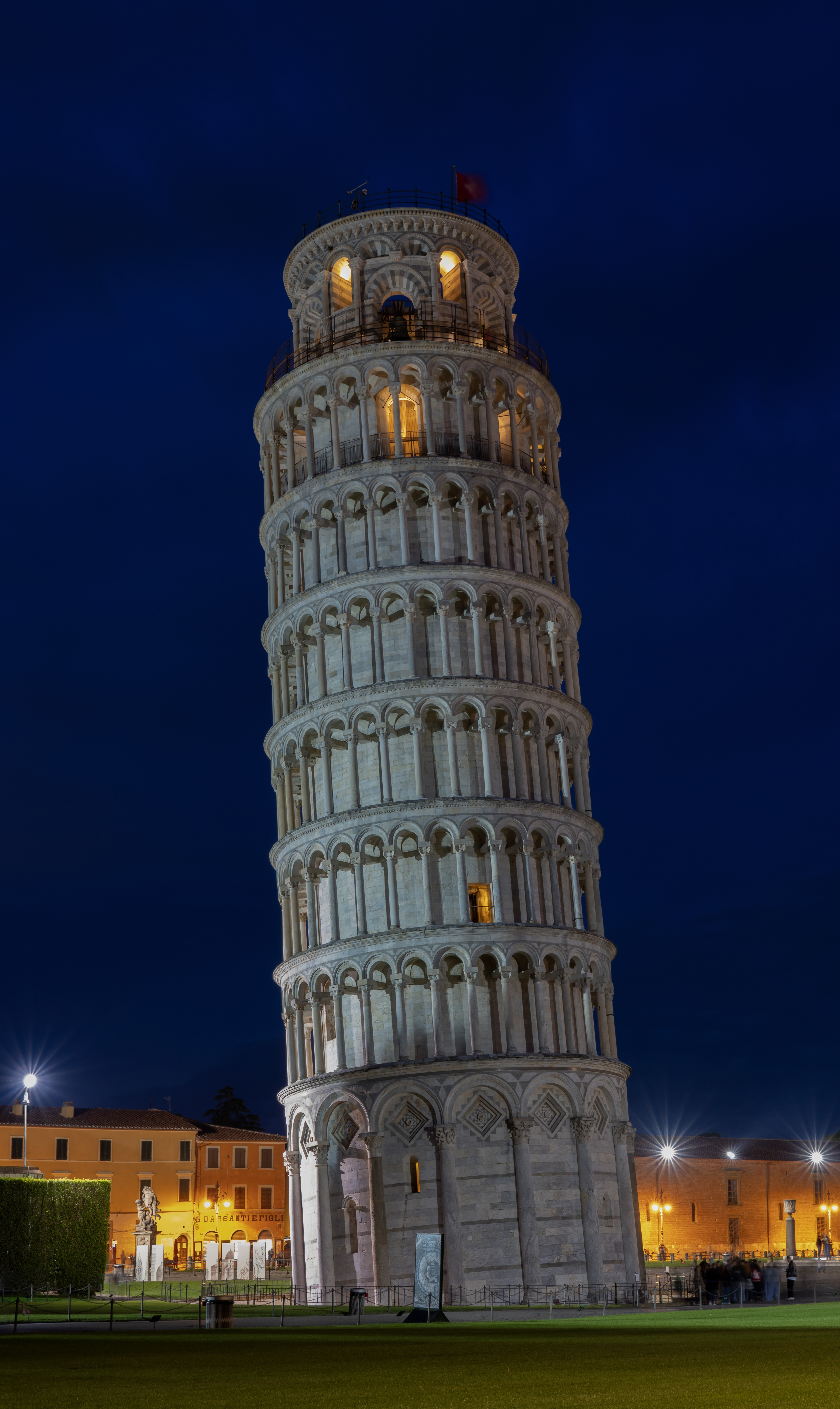
La torre di notte
Antonio Verico, Veduta della torre di Pisa, incisione, circa 1800
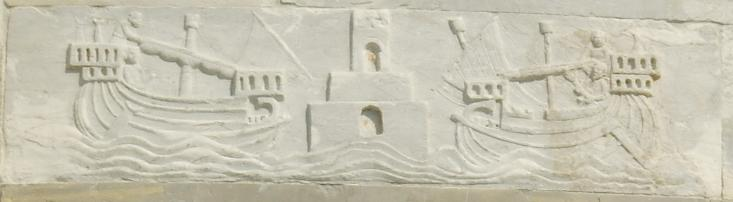
Bassorilievo del Porto Pisano, replica di quello preesistente sul Duomo

### Interno e livelli superiori

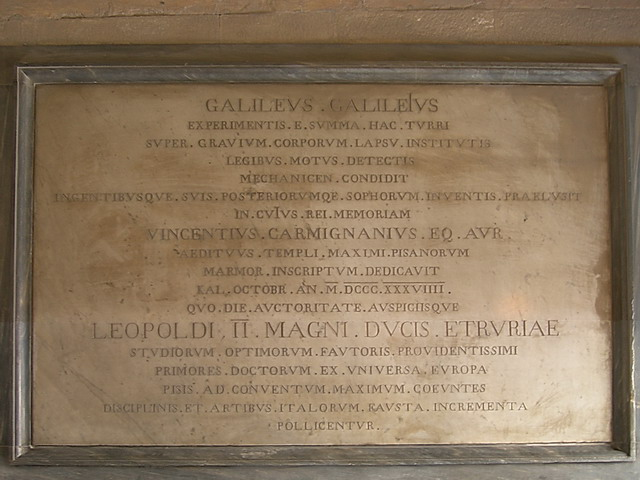
Lapide che ricorda gli esperimenti condotti da Galileo Galilei sulla caduta dei gravi
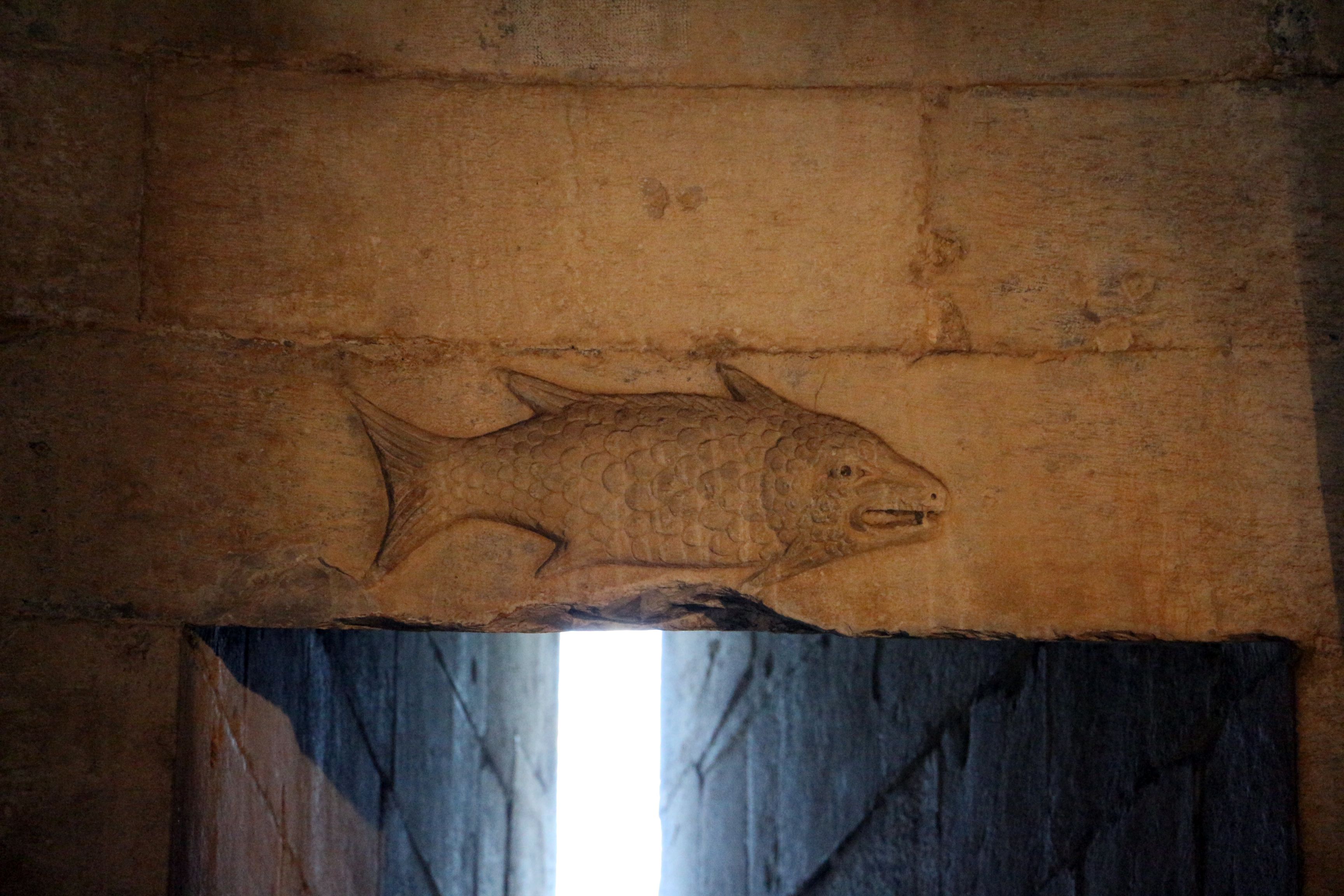
Altorilievo nella sala del Pesce
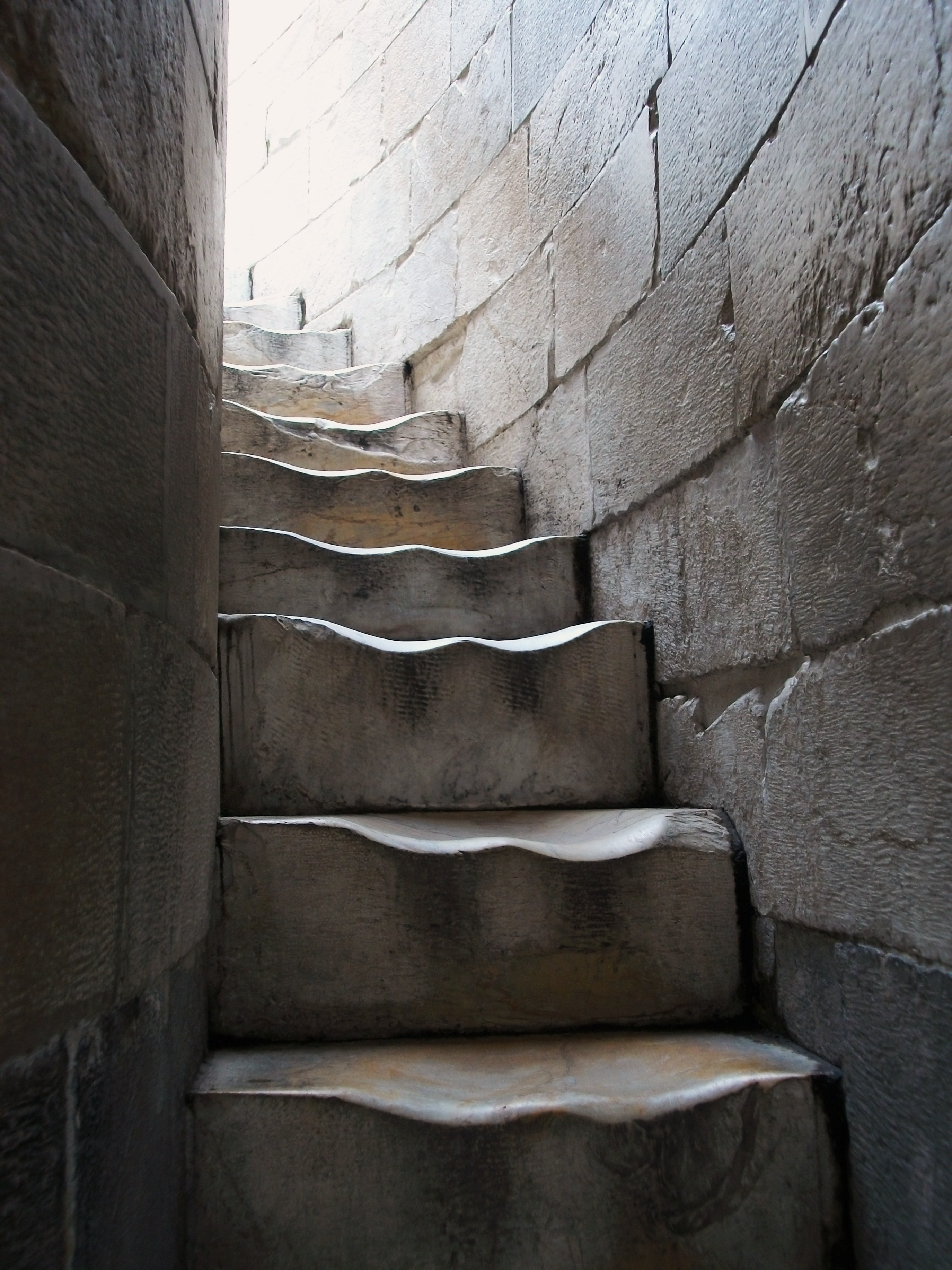
Scale interne
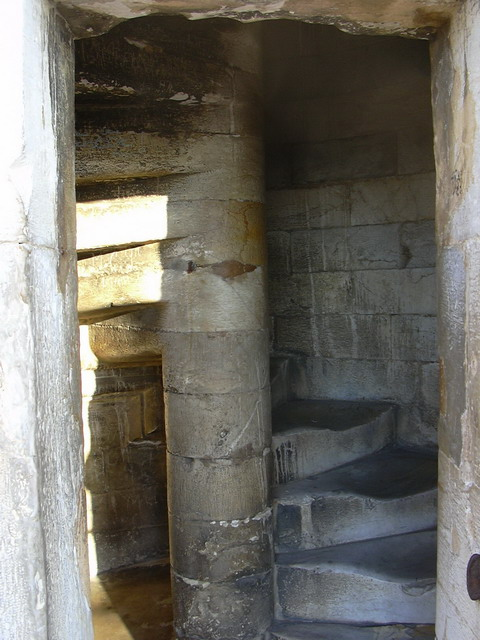
Scaletta che porta dal 6º al 7º livello
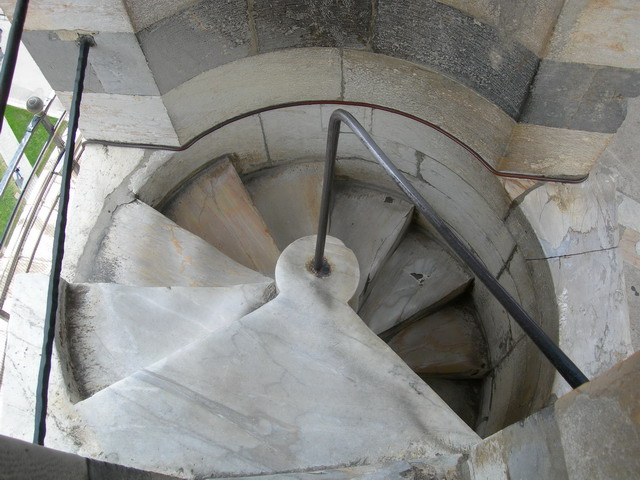
Scaletta che porta dal 7º all'8º livello
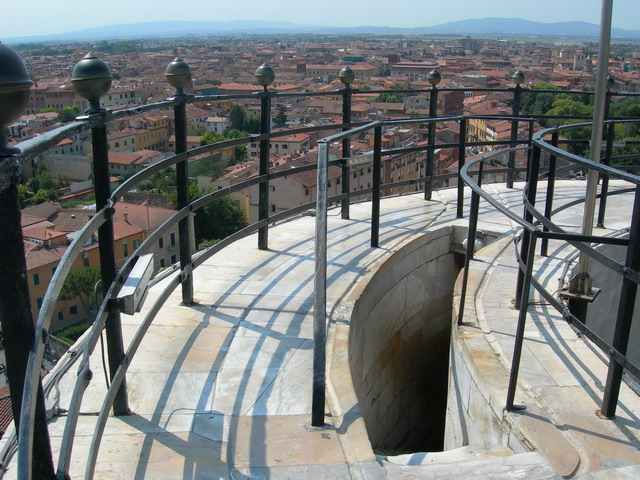
8º livello